# ناحیه داگلاس، شهرستان ایروکوی، ایلینوی
ناحیه داگلاس (به انگلیسی: Douglas Township) یک منطقهٔ مسکونی در ایالات متحده آمریکا است که در شهرستان ایروکوی، ایلینوی واقع شده‌است. ناحیه داگلاس ۱۹۹ متر بالاتر از سطح دریا واقع شده‌است.